# Ahmed El Amrani
Ahmed El Amrani, född 16 februari 1992, är en norsk fotbollsspelare som spelar för Hønefoss. Han har tidigare spelat för bland annat Stabæk i Tippeligaen. 

## Karriär
Den 31 mars 2015 blev El Amrani klar för Ljungskile SK. I februari 2017 värvades El Amrani av Stabæk, där han skrev på ett ettårskontrakt.
Inför säsongen 2018 skrev han ett ettårskontrakt med FC Honka. I mars 2019 värvades El Amrani av Skeid, där han skrev på ett ettårskontrakt.
I februari 2020 värvades El Amrani av Hønefoss, där han skrev på ett tvåårskontrakt.